# Villa Cimbrone
A Villa Cimbrone Ravello egyik legjelentősebb műemléke.

## Története
Már a rómaiak is ismerték a ravellói sziklán elterülő hat hektáros erdőt, a cimbroniumot, amelynek fáit hajóik építéséhez használták fel. Az első villa ezen a helyen a 11. században épült fel az Acconciajoco nemesi család számára, akik az épületnek a Villa Patrizia nevet adták. A villa a későbbiekben a gazdag Fusco patríciuscsalád birtokába került, majd a Pitti család szerezte meg. Őket a D’Angiòk, majd a Sassók követték. A területért nem csak stratégiai szempontok miatt (könnyen védhető szikla tetején fekszik), hanem gazdasági szempontok miatt is versengtek, ugyanis a terület nagy része lapos, termékeny talajjal, ami a sziklás Ravellóban nagy kincsnek számított. A villa és a környező liget a 18–19. században pusztulásnak indult, majd elnéptelenedett. A 19. század végén fedezték fel ismét, mégpedig Ernest William Becket, Lord Grimthorpe, aki itáliai körutazása során érkezett az Amalfi-partra. Az angol lord 1904-ben megvásárolta a telket és a romos állapotban levő villát, és megbízta Nicola Mansi helyi építészt a birtok felújításával. Annak ellenére, hogy megőriztek néhány korábbi kertépítészeti elemet, mint például a Fusco család idejéből származó központi sétányt, a birtokot a kor angolkert építészetének szabályai szerint alakították át. Az ókori emlékek hatására pedig elnevezték Villa Cimbronénak.

## Részei
- Chiostrino (Kolostor) – Rögtön a főbejárat mellett áll. Központi eleme egy mór és normann stíluselemek ötvözésével épített kis udvar. A kerengőt körülvevő árkádokat bibliai jeleneteket ábrázoló faragványok díszítik. A főbejáratot két hatalmas oszlop tartja, amelyeket vaddisznófejek szobrai tarkítanak (a Grimthorpe-család címerállata). A kolostor nevét onnan kapta, hogy a ma már nem látható ravellói San Francesco-templom mintájára épült.
- Cripta (Kripta) – A yorkshire-i (innen származott a Grimthorpe-család) Malton-apátság mintájára épült nyílt, árkádos galéria. Annak ellénére, hogy középkori hangulatot áraszt, 1907 és 1911 között épült.
- Viale dell'Immensità (A bőség sétánya) – A kert fősétánya, amelyet dús lombú fák öveznek. A 17. században alakították ki a villa és a Végtelenség terasza között. A sétánytól balra virágágyások vannak, a jobb oldalon pedig platánfák. A sétányt 18. századi terrakotta vázák, valamint görög alakokat formáló bronzszobrok díszítik.
- Tempio di Ceres (Ceres temploma) – A sétány végén álló pavilon, amelynek közepén Ceresnek, a bőség és termékenység istennőjének egész alakos szobra áll. Ez a bejárat a Végtelenség teraszára, emiatt gyakran a Nap bejáratának is nevezik.
- Terazza dell’Infinito (Végtelenség terasza) – A Villa Cimbrone kertjének leglátványosabb része, a ravellói szikla peremén kialakított terasz, amely néhány ponton átnyúlik a sziklán és a szinte függőleges sziklafalak felett türemkedik ki. A teraszról belátni a cilentói partszakaszt, valamint a Licosa-fokot és az Amalfi-part közeli településeit (Scala, Maiori, Minori). A terasz párkányát görög mitológiai alakokat ábrázoló mellszobrok díszítik.
- Belvedere di Mercurio (Merkúr kilátója) – A Végtelenség teraszától egy meredek lépcsősor visz le a szintén sziklaszélen épült Merkúr-kilátóhoz. Nevét onnan kapta, hogy egy 18. századi Merkúrt ábrázoló bronzszobor, Lüszipposz szobrának másolata  díszíti. A párkányon egy Catullus-idézet olvasható.
- Tempio di Bacco (Bacchus temploma) – Merkúr-kilátójától nem messze, de alacsonyabban áll. Egy nyolc dór oszlop által tartott kis pavilon, középen egy Bacchust és egy táncoló szatírt ábrázoló bronzszoborral. Ide temették el kívánságainak megfelelően Lord Grimthorpe hamvait.
- Grotta di Eva (Éva barlangja) – A kert Scalára néző oldalán található. Egy természetes kis barlang, amelyet Adamo Tandolini bolognai mester Évát ábrázoló márványszobra díszít.
- Statua di Davide (Dávid-szobor) – A kert közepét elfoglaló erdő közepén áll rododendron-bokrok között. Mögötte orchidea-virágágyások terülnek el. A szobrot a nápolyi mester, Gioacchino Varlese készítette, Verrocchio hasonló műve másolataként.
- Pergola (Rózsakert) – A Bőség sétányától jobbra fekszik, jellegzetes olasz kert, rendezett virágágyásokkal, közepén egy szökőkúttal, amelyet kerubok szobrai díszítenek. A rózsakert egyik látványossága a római korból származó kút, amelyet állatmotívumokat ábrázoló faragványok díszítenek. A rózsakert négy sarkában a négy évszak allegorikus szobra áll.
- Castello (Kastély) – A Villa Cimbrone főépülete, amely a közeli Villa Rufolo mintájára épült fel. Homlokzatát bordákkal elválasztott kettős ablakok díszítik, amelyek stílusa emeletenként eltérő. A kétemeletes épülethez egy bástyaszerű torony is tartozik. Lord Grimthorpe egykori rezidenciája ma szállodaként működik.

## Galéria

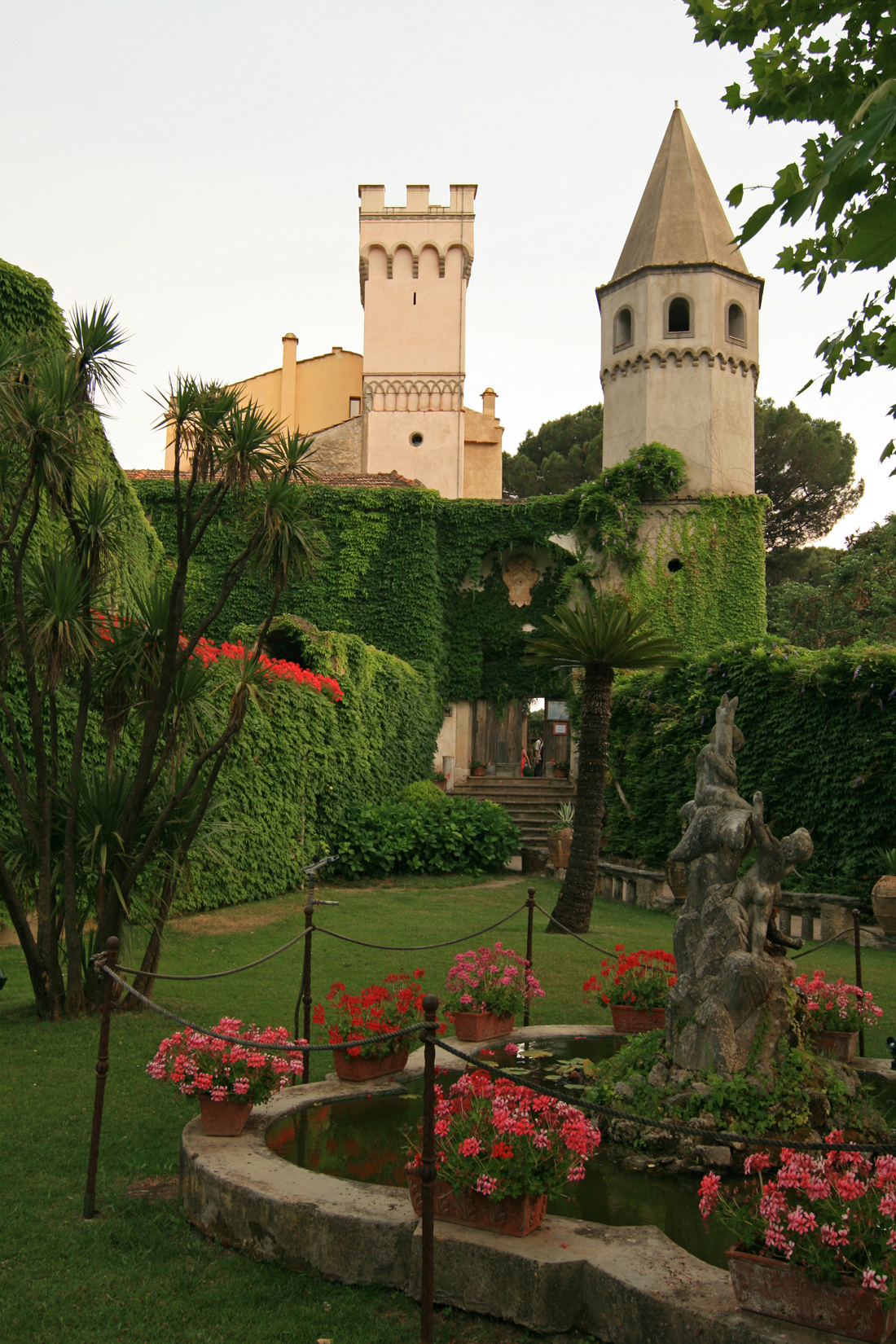
A Villa Cimbrone
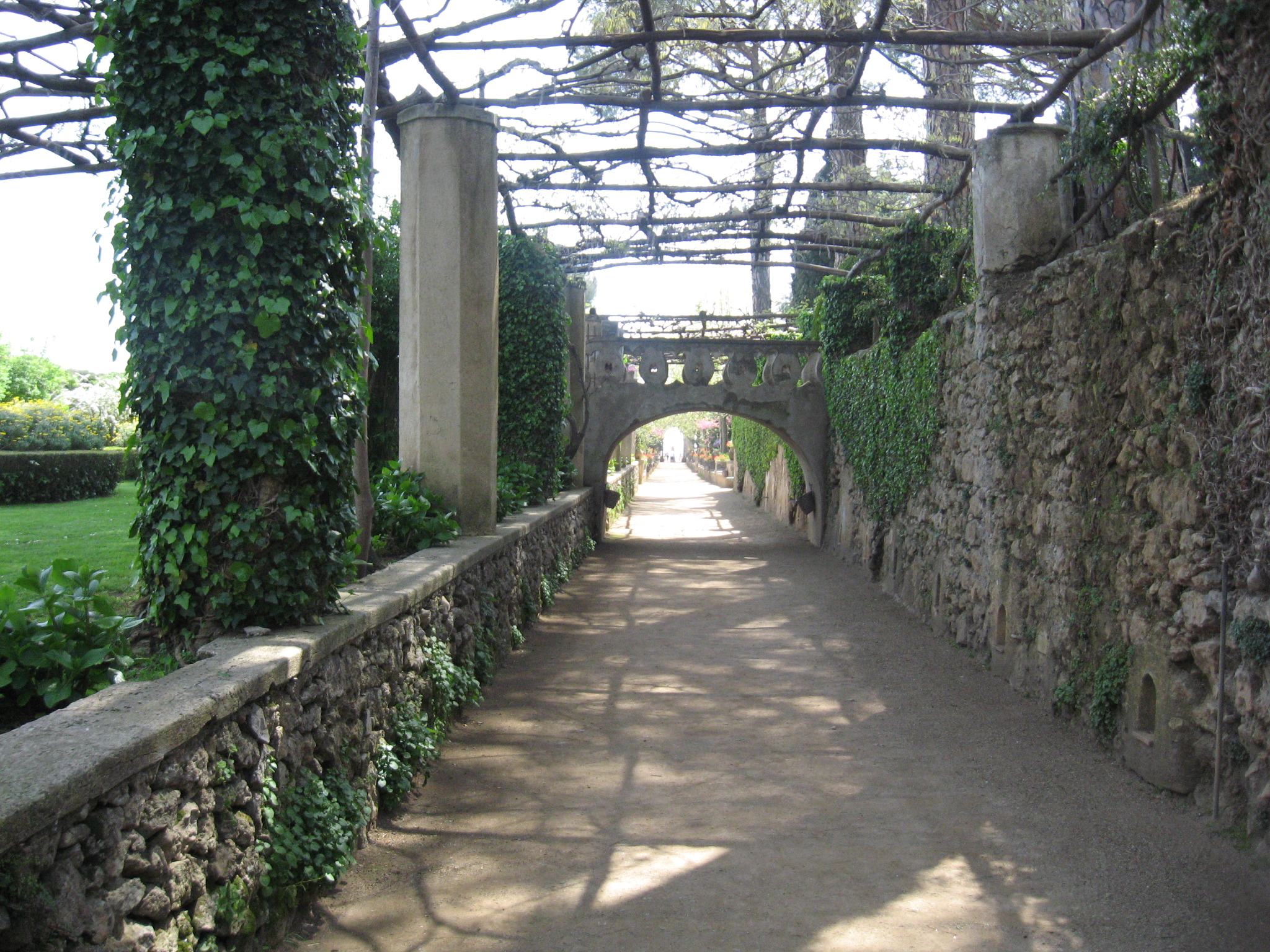
A Bőség sétánya
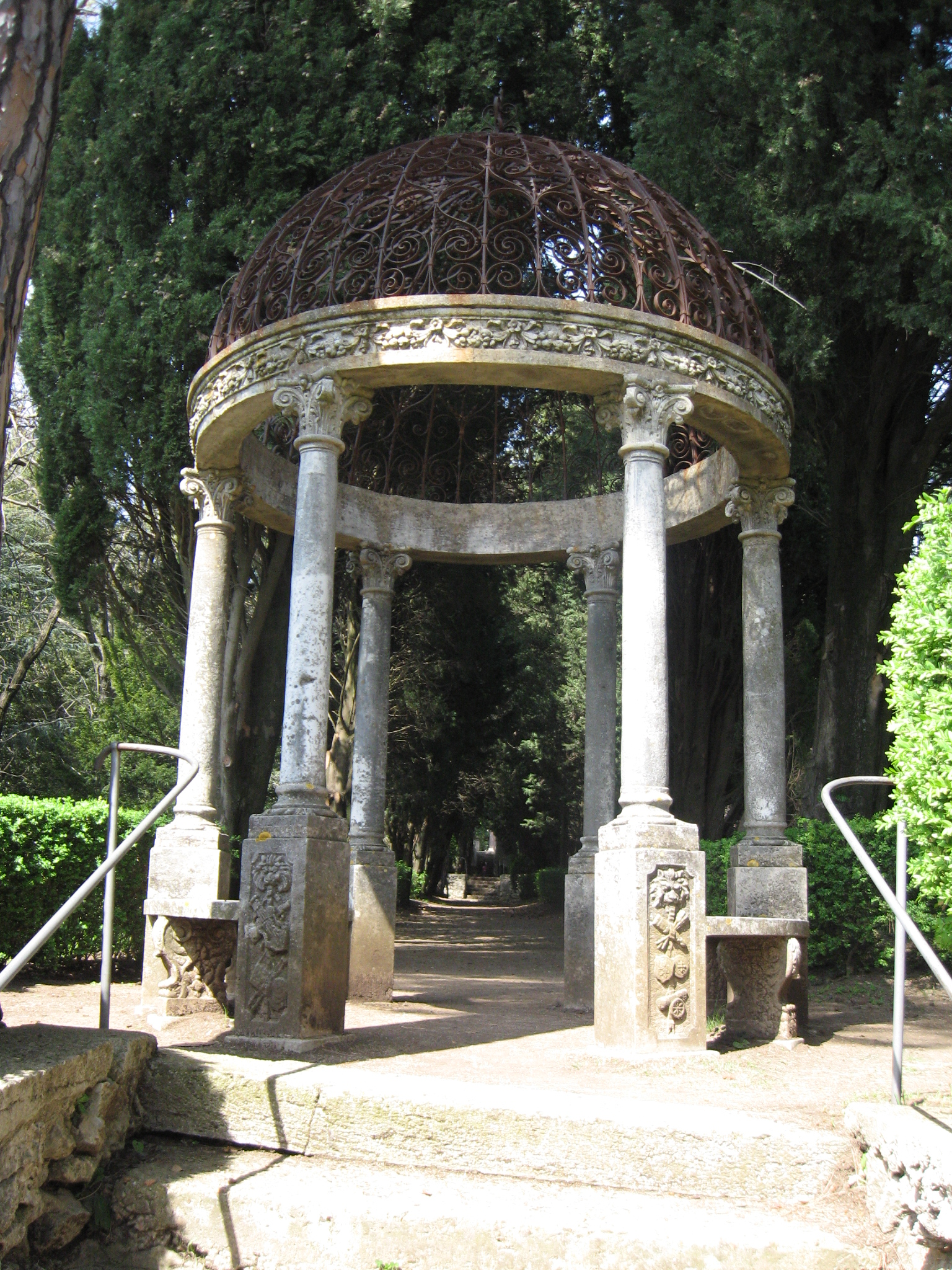
Pavilon a kertben
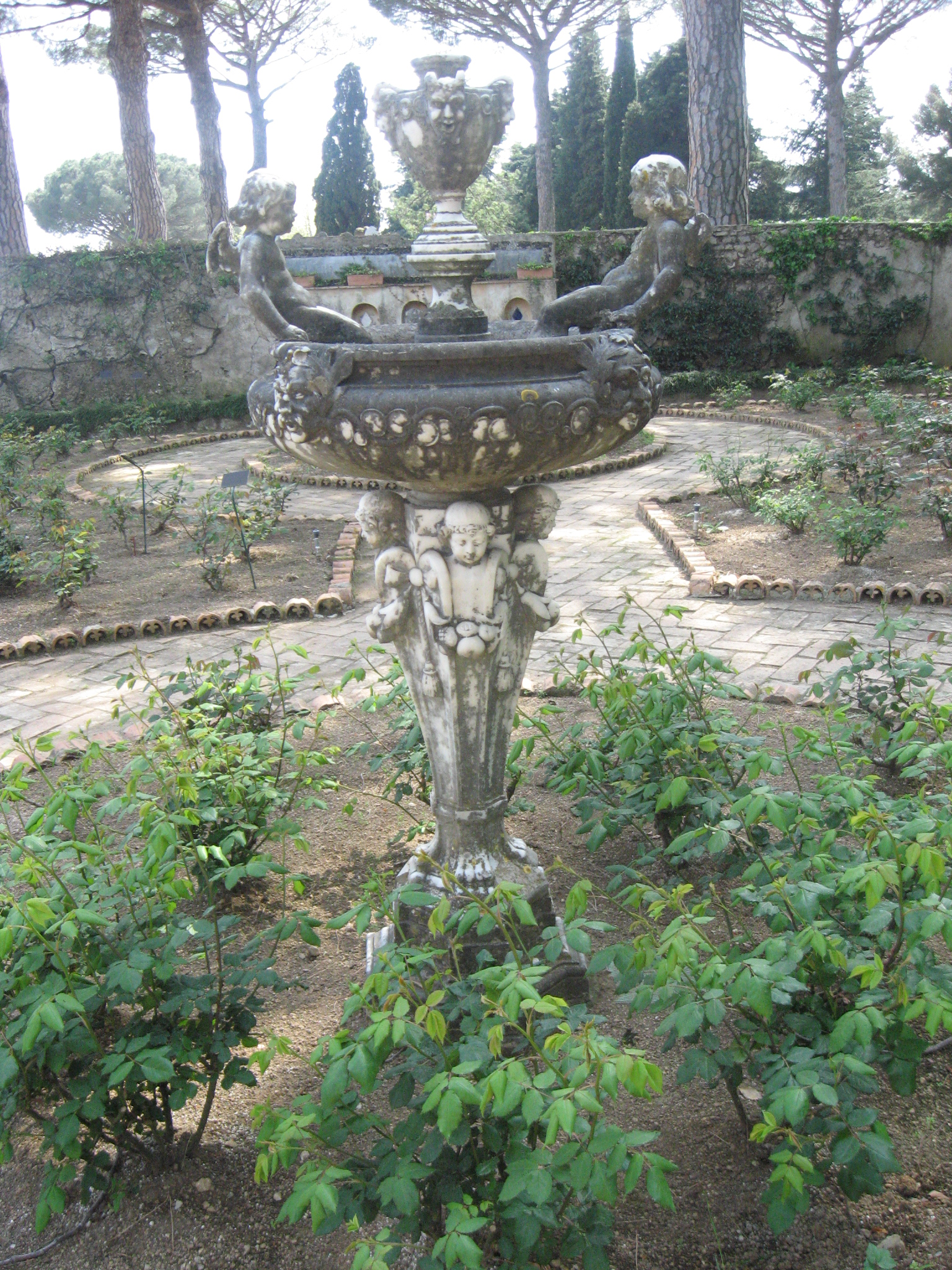
Virágostál a kertben